# Folguedo

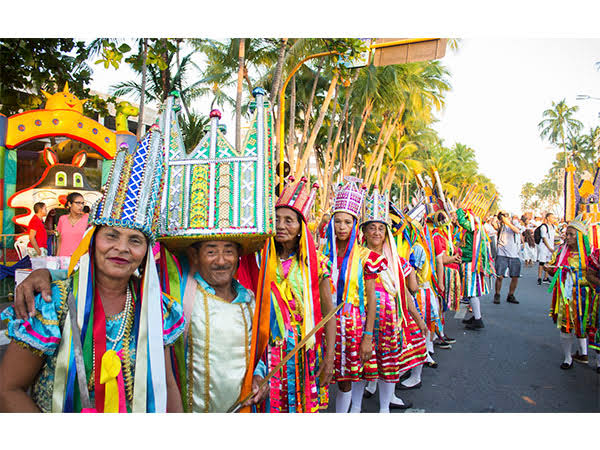
Folguedo em Alagoas, no Brasil.

Folguedos são festas populares de espírito lúdico que se realizam anualmente, em datas determinadas, em diversas regiões do Brasil. Algumas tem origem religiosa, tanto católica como de cultos africanos, e outras são folclóricas.

## Tipos

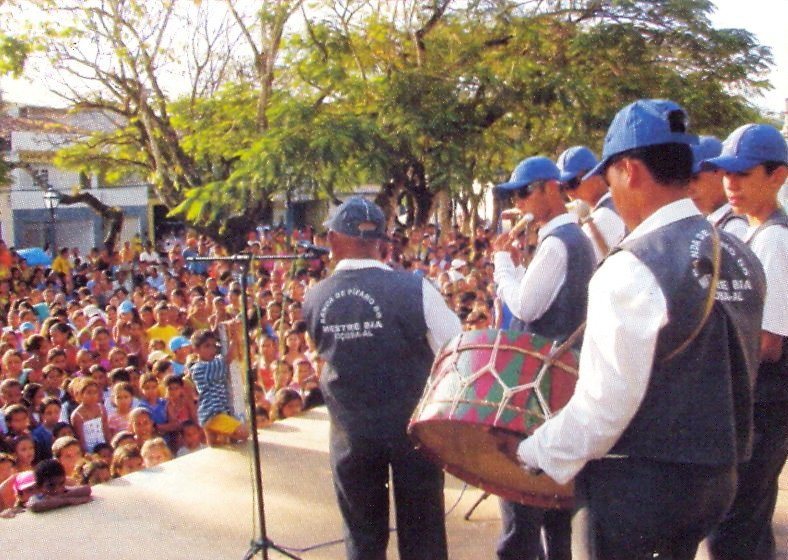
Festival de Folguedos em Viçosa, em Alagoas, no Brasil.

Há diversas variedades conhecidas de folguedos, entre eles: Afoxé; Bumba-meu-boi; Marujada; Cavalo Piancó; Reisado; Cavalhadas; Congadas; Fandango; Farra do boi; Maracatu; Mineiro Pau; Maculelê; 
Pastoril; Quarup.

## Encontro Nacional de Folguedos

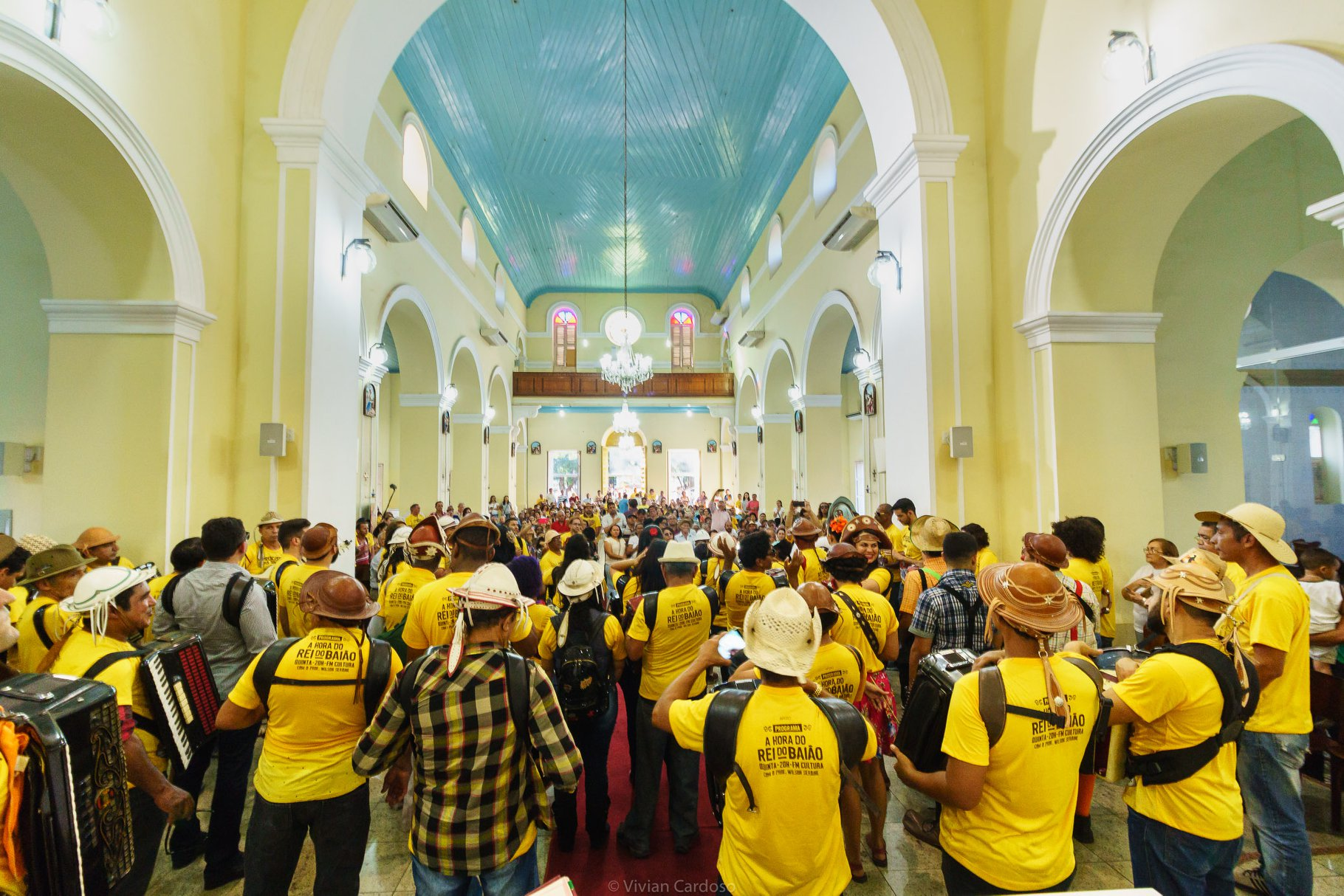
Procissão das Sanfonas em Teresina, no Piauí, no Brasil.

Em Teresina, no Piauí, no mês de agosto, é realizado todo ano o Encontro Nacional de Folguedos, com grupos de vários estados brasileiros, onde realizam diversas apresentações culturais. O evento criado em 1972 chega a reunir aproximadamente 500 mil pessoas por ano e conta com o apoio do Governo Federal, por meio da Universidade Federal do Piauí (UFPI) e da Secretaria de Cultura, antes Ministério da Cultura (MinC).
O evento conta com a Mostra Nacional de Quadrilhas, shows musicais, oficinas de música e dança, e os Festivais de Toadas de Bois, de Viola e Repente e  de Sanfona de Ouro, além de dois seminários sobre tradições brasileiras. Os palcos reúnem diversas apresentações de grupos folclóricos, como o Palco das Tradições, onde há apresentações dos violeiros, emboladores e mamulengueiros. Além de festivais de Forró, Sanfona de Ouro, e Viola e Repente.